# Corona 91
Corona 91 – amerykański satelita rozpoznawczy do wykonywania zdjęć powierzchni Ziemi. Szesnasty statek serii KeyHole-4A tajnego programu CORONA. Z powodu odbić wewnątrz kamery obrazy były rozmazane.
Kapsuła SRV-1 powróciła na Ziemię 20 stycznia 1965. SRV-2, 25 stycznia. Obie opadły do Oceanu Spokojnego.

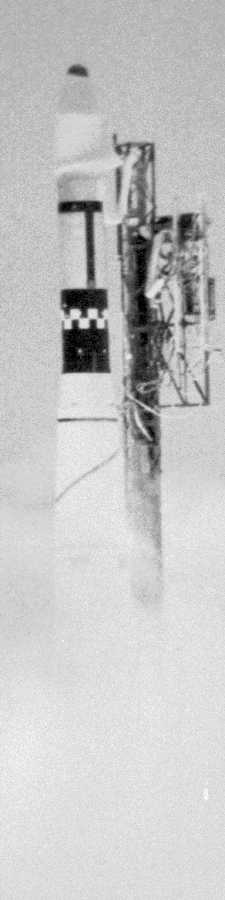
Start rakiety Thor Agena D z satelitą Corona 91